# Terry Henderson
Terry Henderson jr. (Raleigh, 21 marzo 1994) è un cestista statunitense.